# 동아프리카견장과일박쥐
동아프리카견장과일박쥐(Epomophorus minimus)는 큰박쥐과에 속하는 박쥐의 일종이다. 에티오피아와 케냐, 소말리아, 탄자니아 그리고 우간다에서 발견된다. 자연 서식지는 건조 사바나 지역과 암석 지대이다. 서식지 감소로 멸종 위협을 받고 있다.